# Podróż apostolska Franciszka do Bułgarii i Macedonii Północnej
Podróż apostolska Franciszka do Bułgarii i Macedonii Północnej' odbyła się w dniach 5–7 maja 2019 r. 
Franciszek był drugim papieżem odwiedzającym Bułgarię i pierwszym odwiedzającym Macedonię Północną; przed nim jeden raz w 2002 roku odwiedził Bułgarię św. Jan Paweł II. Hasłem pielgrzymki do Bułgarii jest ,,Pokój na ziemi,, a w Macedonii Północnej „Nie bój się mała trzódko” (Łk 12, 32).

## Program pielgrzymki
- 5 maja

O 7:00 rzymskiego czasu samolot z Franciszkiem wyleciał z rzymskiego lotniska Fiucimino; o 10:00 bułgarskiego czasu przyleciał na lotnisko w Sofii. Po wylądowaniu papież spotkał się na lotnisku z premierem Bułgarii Bojko Borisowem. O 11:00 papież spotkał się w Pałacu Prezydenckim z prezydentem Bułgarii Rumenem Radewem. O 11:30 papież spotkał się z władzami, korpusem dyplomatycznym i mieszkańcami Bułgarii na placu im. Atanasa Burova. W południe papież spotkał się w Pałacu Świętego Synodu z patriarchą Bułgarii Neofitem. O 12:50 Franciszek nawiedził sobór pw. św. Aleksandra Newskiego modląc się przed tronem świętych Cyryla i Metodego; o 13.00 na placu im. św. Aleksandra Newskiego odmówił z wiernymi modlitwę Regina Coeli. O 16:45 papież odprawił mszę świętą na placu im. Knyaza Alexandra I.
- 6 maja

O 8:30 papież odwiedził obóz dla uchodźców; po wizycie w nim poleciał samolotem do Rakowskiego; o 9:30 samolot z Nim wylądował na lotnisku w Rakovskym. O 11:15 papież w kościele pw. Najświętszego Serca Jezusowego odprawił Mszę Świętą z udzieleniem Pierwszej Komunii Św. 245. bułgarskim dzieciom. Wierni po mszy opsypali Franciszka bukietami róż. Po mszy o 13:00 zjadł obiad z biskupami bułgarskimi w klasztorze sióstr franciszkanek. O 14:30 papież spotkał się z bułgarskimi katolikami w kościele pw. św. Michała Archanioła w Rakovskym. O 17:15 papież wrócił samolotem do Sofii, gdzie na placu Nezavisimost o 18:15 wziął udział w spotkaniu ekumenicznym.
- 7 maja

Rano na lotnisku w Sofii odbyła się ceremonia pożegnalna, po której to, o godz. 8:20 bułgarskiego czasu samolot z Franciszkiem odleciał do Macedonii Północnej; o 8:15 macedońskiego czasu samolot z papieżem wylądował na lotnisku w Skopje. Po wylądowaniu na lotnisku odbyła się ceremonia powitalna, po której papież pojechał do Pałacu Prezydenckiego Macedonii. O 9:00 nastąpiło powitanie Franciszka na dziedzińcu przed Pałacem Prezydenckim, a po nim papież spotkał się z prezydentem Macedonii, Ǵorgem Iwanowem; a kwadrans później z premierem Macedonii Zoranem Zaewem. O 9:45 w Pałacu Prezydenckim papież spotka się z władzami i mieszkańcami Macedonii oraz korpusem dyplomatycznym. O 10:20 papież w Memoriale im. Matki Teresy z Kalkuty spotkał się z ubogimi. O 11:30 odprawił mszę świętą na Placu Macedonii. O 16:00 spotkał się z młodzieżą różnych wyznań w Centrum Duszpasterskim, a o 17:00 z duchowieństwem Macedonii w katedrze pw. Najświętszego Serca Pana Jezusa. Około godziny 18:15 odbyła się ceremonia pożegnalna na lotnisku w Skopje, po której kwadrans później Franciszek odleciał samolotem do Rzymu. O 20:30 samolot z papieżem wylądował na lotnisku w Rzymie.